# دویزل زاپا
دویزل زاپا (انگلیسی: Dweezil Zappa؛ زادهٔ ۵ سپتامبر ۱۹۶۹) گیتارنواز، بازیگر، آهنگساز، بازیگر تلویزیون، نوازنده پیانو، و صدا پیشه اهل ایالات متحده آمریکا است. وی از سال ۱۹۸۶ میلادی تاکنون مشغول فعالیت بوده است.
از فیلم‌ها یا برنامه‌های تلویزیونی که وی در آن نقش داشته است می‌توان به مرد فراری، جک فراست اشاره کرد.
وی همچنین برندهٔ جوایزی همچون جوایز گرمی شده است.